# Mauzens-et-Miremont
Mauzens-et-Miremont est une commune française située dans le département de la Dordogne, en région Nouvelle-Aquitaine.

## Géographie

### Généralités
La commune de Mauzens-et-Miremont, traversée par le 45e parallèle nord, est de ce fait située à égale distance du pôle Nord et de l'équateur terrestre (environ 5 000 km), ce qui a été marqué par une borne de fonte sur le bord de la voie ferrée, visible du train et accessible par le public au passage à niveau dit Fumel. De la même façon, ce 45e parallèle passe exactement à la croix de carrefour du hameau de la Chapelle.
Située 10 kilomètres au nord-ouest des Eyzies et 25 kilomètres au sud-est de Périgueux, elle est accessible par la gare SNCF de Mauzens-Miremont et par la route départementale 710 (l'ancienne route nationale 710).

### Présentation

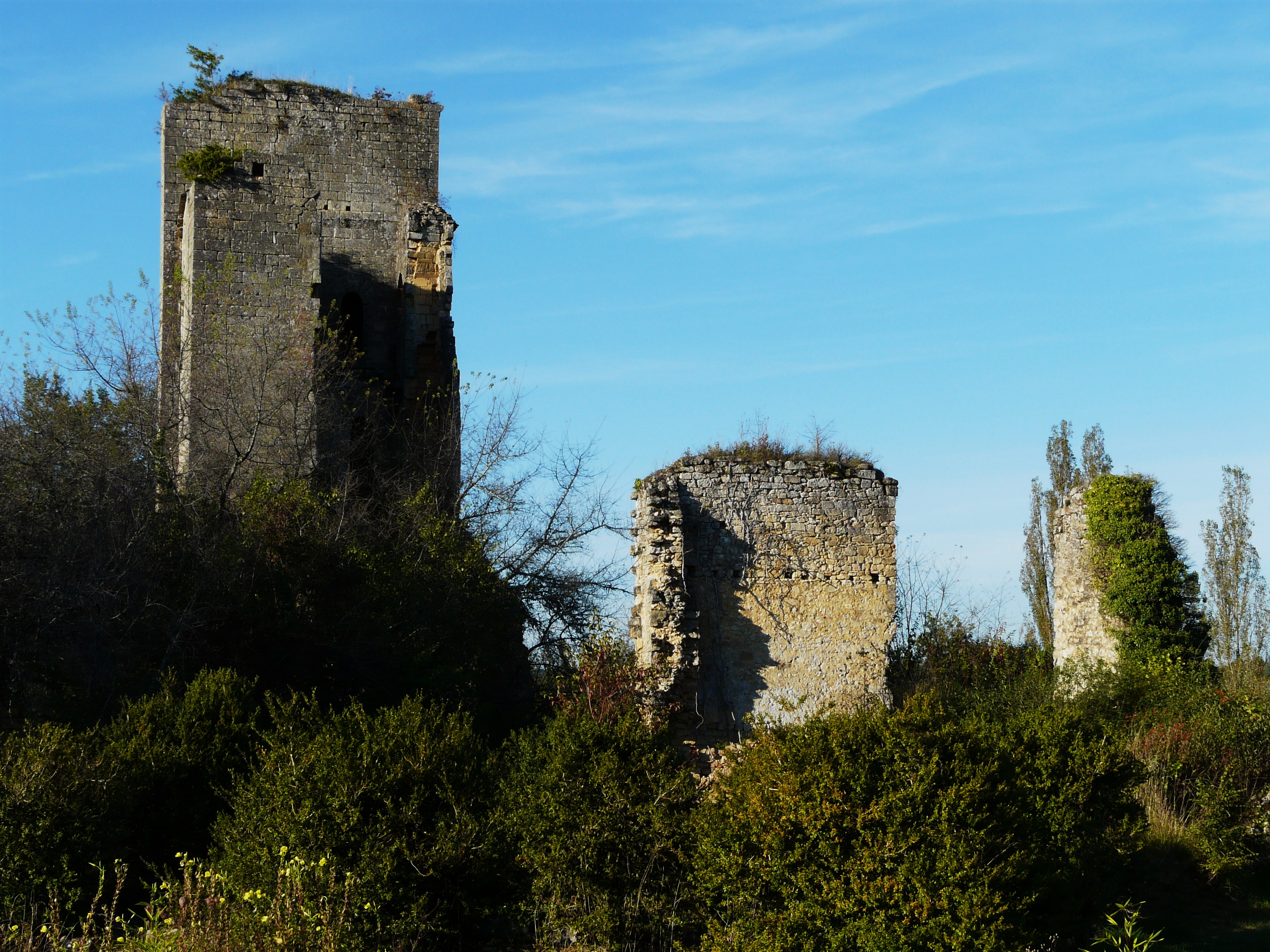
Les ruines du château de Miremont.

Le village perché de Miremont doit son nom à une origine occitane : “mira”, pour “regarde” et “mont”, employé pour un lieu élevé ; il domine majestueusement la vallée. Son donjon féodal, du XIIIe siècle, surplombe des remparts effondrés. Les manoirs et maisons bourgeoises
témoignent de la présence des Maîtres de Forges qui, jadis, assuraient une industrie métallurgique sur les rives du ruisseau le Manaurie.
Plus en retrait de la vallée, le village de Mauzens garde les couleurs chaudes de la pierre du même nom. Aujourd’hui encore l’exploitation des carrières de pierre à bâtir participe à la vitalité et à la renommée de la commune.
Le bourg montre un bel exemple de l’harmonie architecturale du style périgourdin : c’est autour de son église fortifiée du XIIIe siècle que se construit ce village aux ruelles étroites.

### Communes limitrophes
Mauzens-et-Miremont est limitrophe de cinq autres communes.
| Saint-Félix-de-Reillac-et-Mortemart |                     | Rouffignac-Saint-Cernin-de-Reilhac |
|                                     | Mauzens-et-Miremont | Fleurac                            |
| Journiac                            |                     | Savignac-de-Miremont               |

### Géologie et relief

#### Géologie
Situé sur la plaque nord du Bassin aquitain et bordé à son extrémité nord-est par une frange du Massif central, le département de la Dordogne présente une grande diversité géologique. Les terrains sont disposés en profondeur en strates régulières, témoins d'une sédimentation sur cette ancienne plate-forme marine. Le département peut ainsi être découpé sur le plan géologique en quatre gradins différenciés selon leur âge géologique. Mauzens-et-Miremont est située dans le troisième gradin à partir du nord-est, un plateau formé de calcaires hétérogènes du Crétacé.
Les couches affleurantes sur le territoire communal sont constituées de formations superficielles du Quaternaire et de roches sédimentaires datant pour certaines du Cénozoïque, et pour d'autres du Mésozoïque. La formation la plus ancienne, notée c3b-c, date du Coniacien moyen à supérieur, composée de calcaires bioclastiques grossiers et quartzeux jaunes à bryozoaires et gastéropodes, à niveaux gréseux (formation des Eyzies). La formation la plus récente, notée CFvs, fait partie des formations superficielles de type colluvions carbonatées de vallons secs : sable limoneux à débris calcaires et argile sableuse à débris. Le descriptif de ces couches est détaillé dans  les feuilles « no 783 - Thenon » et « no 807 - Le Bugue » de la carte géologique au 1/50 000 de la France métropolitaine, et leurs notices associées,.

Carte géologique de Mauzens-et-Miremont.

#### Relief et paysages
Le département de la Dordogne se présente comme un vaste plateau incliné du nord-est (491 m, à la forêt de Vieillecour dans le Nontronnais, à Saint-Pierre-de-Frugie) au sud-ouest (2 m à Lamothe-Montravel). L'altitude du territoire communal varie quant à elle entre 86 m et 252 m,.
Dans le cadre de la Convention européenne du paysage entrée en vigueur en France le 1er juillet 2006, renforcée par la loi du 8 août 2016 pour la reconquête de la biodiversité, de la nature et des paysages, un atlas des paysages de la Dordogne a été élaboré sous maîtrise d’ouvrage de l’État et publié en octobre 2020. Les paysages du département s'organisent en huit unités paysagères et 14 sous-unités. La commune fait partie du Périgord noir, un paysage vallonné et forestier, qui ne s’ouvre que ponctuellement autour de vallées-couloirs et d’une multitude de clairières de toutes tailles. Il s'étend du nord de la Vézère au sud de la Dordogne (en amont de Lalinde) et est riche d’un patrimoine exceptionnel.
La superficie cadastrale de la commune publiée par l'Insee, qui sert de référence dans toutes les statistiques, est de 20,57 km2,,. La superficie géographique, issue de la BD Topo, composante du Référentiel à grande échelle produit par l'IGN, est quant à elle de 20,32 km2.

### Hydrographie

#### Réseau hydrographique

Réseaux hydrographique et routier de Mauzens-et-Miremont.

La commune est située dans le bassin de la Dordogne au sein du Bassin Adour-Garonne. Elle est drainée par le ruisseau de Manaurie, le ruisseau de Lavaure, le ruisseau de Savignac et par deux petits cours d'eau, qui constituent un réseau hydrographique de 12 km de longueur totale,.
Le Manaurie, d'une longueur totale de 15,42 km, prend sa source dans la commune de Rouffignac-Saint-Cernin-de-Reilhac et se jette dans la Vézère en rive droite, aux Eyzies, en amont de l'abri préhistorique de Laugerie-Haute. Il traverse la commune du nord-est au sud-est sur trois kilomètres et demi.
Son affluent de rive gauche le ruisseau de Lavaure sert de limite à l'est sur un kilomètre et demi, face à Fleurac.
Affluent de rive droite du Manaurie, le ruisseau de Savignac marque la limite territoriale au sud-est sur plus d'un kilomètre et demi, face à Savignac-de-Miremont.

#### Gestion et qualité des eaux
Le territoire communal est couvert par le schéma d'aménagement et de gestion des eaux (SAGE) « Vézère-Corrèze ». Ce document de planification, dont le territoire regroupe les bassins versants de la Vézère et de la Corrèze, d'une superficie de 3 730 km2 est en cours d'élaboration. La structure porteuse de l'élaboration et de la mise en œuvre est le conseil départemental de la Corrèze. Il définit sur son territoire les objectifs généraux d’utilisation, de mise en valeur et de protection quantitative et qualitative des ressources en eau superficielle et souterraine, en respect des objectifs de qualité définis dans le troisième SDAGE  du Bassin Adour-Garonne qui couvre la période 2022-2027, approuvé le 10 mars 2022.
La qualité des eaux de baignade et des cours d’eau peut être consultée sur un site dédié géré par les agences de l’eau et l’Agence française pour la biodiversité.

### Climat
Pour des articles plus généraux, voir Climat de la Nouvelle-Aquitaine et Climat de la Dordogne.
En 2010, le climat de la commune est de type climat océanique altéré, selon une étude s'appuyant sur une série de données couvrant la période 1971-2000. En 2020, Météo-France publie une typologie des climats de la France métropolitaine dans laquelle la commune est toujours exposée à un climat océanique altéré et est dans la région climatique  Aquitaine, Gascogne, caractérisée par une pluviométrie abondante au printemps, modérée en automne, un faible ensoleillement au printemps, un été chaud (19,5 °C), des vents faibles, des brouillards fréquents en automne et en hiver et des orages fréquents en été (15 à 20 jours).
Pour la période 1971-2000, la température annuelle moyenne est de 12 °C, avec  une amplitude thermique annuelle de 15,2 °C. Le cumul annuel moyen de précipitations est de 937 mm, avec 12,2 jours de précipitations en janvier et 6,8 jours en juillet. Pour la période 1991-2020, la température moyenne annuelle observée sur la station météorologique la plus proche, située sur la commune de Bassillac et Auberoche à 19 km à vol d'oiseau, est de 13,1 °C et le cumul annuel moyen de précipitations est de 480,0 mm. Pour l'avenir, les paramètres climatiques de la commune estimés pour 2050 selon différents scénarios d’émission de gaz à effet de serre sont consultables sur un site dédié publié par Météo-France en novembre 2022.

## Urbanisme

### Typologie
Au 1er janvier 2024, Mauzens-et-Miremont est catégorisée commune rurale à habitat très dispersé, selon la nouvelle grille communale de densité à 7 niveaux définie par l'Insee en 2022.
Elle est située hors unité urbaine et hors attraction des villes,.

### Occupation des sols
L'occupation des sols de la commune, telle qu'elle ressort de la base de données européenne d’occupation biophysique des sols Corine Land Cover (CLC), est marquée par l'importance des forêts et milieux semi-naturels (65,4 % en 2018), en augmentation par rapport à 1990 (64,6 %). La répartition détaillée en 2018 est la suivante : 
forêts (65,4 %), zones agricoles hétérogènes (25,3 %), prairies (9,3 %). L'évolution de l’occupation des sols de la commune et de ses infrastructures peut être observée sur les différentes représentations cartographiques du territoire : la carte de Cassini (XVIIIe siècle), la carte d'état-major (1820-1866) et les cartes ou photos aériennes de l'IGN pour la période actuelle (1950 à aujourd'hui).

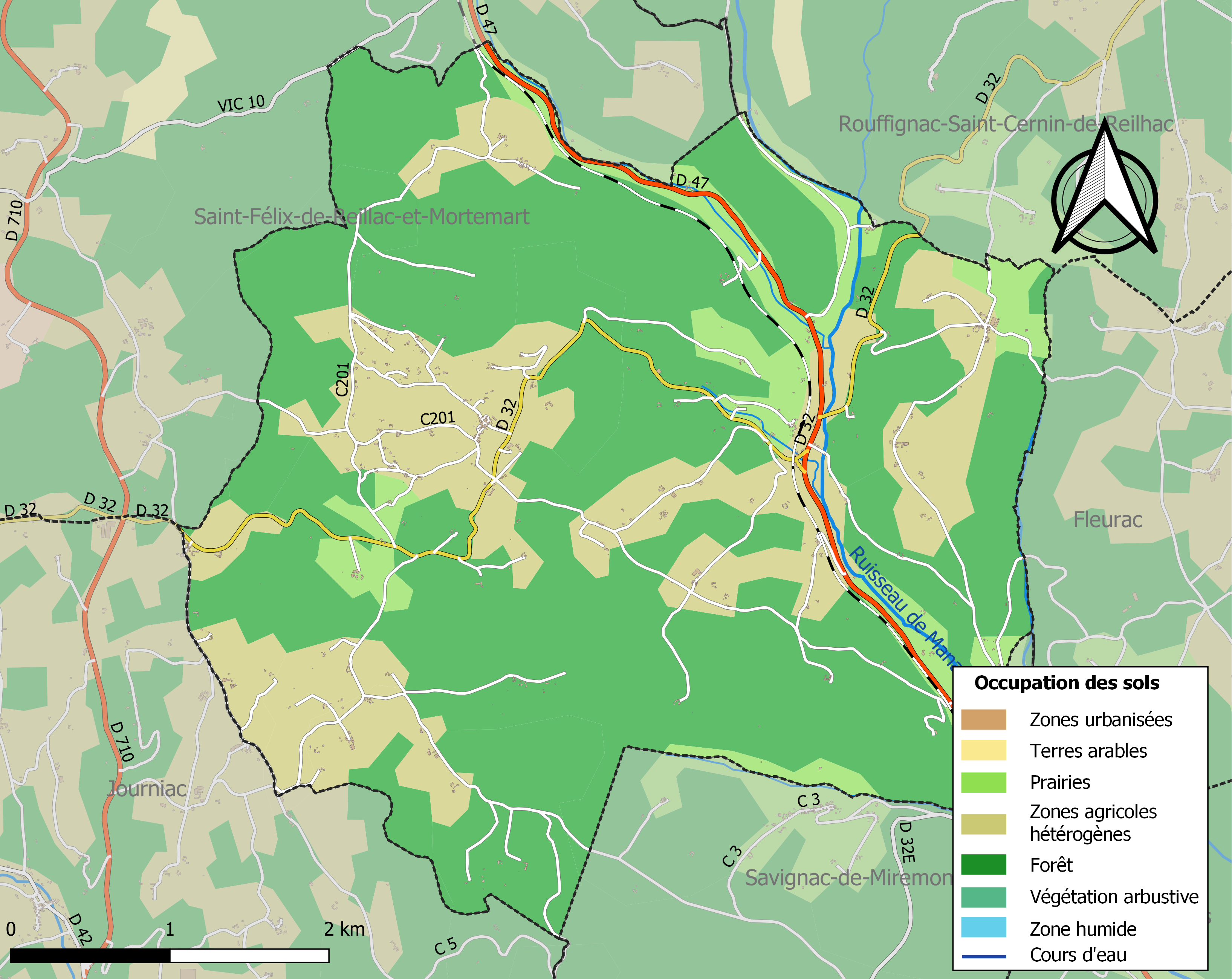
Carte des infrastructures et de l'occupation des sols de la commune en 2018 (CLC).

### Prévention des risques
Le territoire de la commune de Mauzens-et-Miremont est vulnérable à différents aléas naturels : météorologiques (tempête, orage, neige, grand froid, canicule ou sécheresse), feux de forêts, mouvements de terrains et séisme (sismicité très faible). Un site publié par le BRGM permet d'évaluer simplement et rapidement les risques d'un bien localisé soit par son adresse soit par le numéro de sa parcelle.
Mauzens-et-Miremont est exposée au risque de feu de forêt. L’arrêté préfectoral du 14 mars 2013 fixe les conditions de pratique des incinérations et de brûlage dans un objectif de réduire le risque de départs d’incendie. À ce titre, des périodes sont déterminées : interdiction totale du 15 février au 15 mai et du 15 juin au 15 octobre, utilisation réglementée du 16 mai au 14 juin et du 16 octobre au 14 février. En septembre 2020, un plan inter-départemental de protection des forêts contre les incendies (PidPFCI) a été adopté pour la période 2019-2029,.

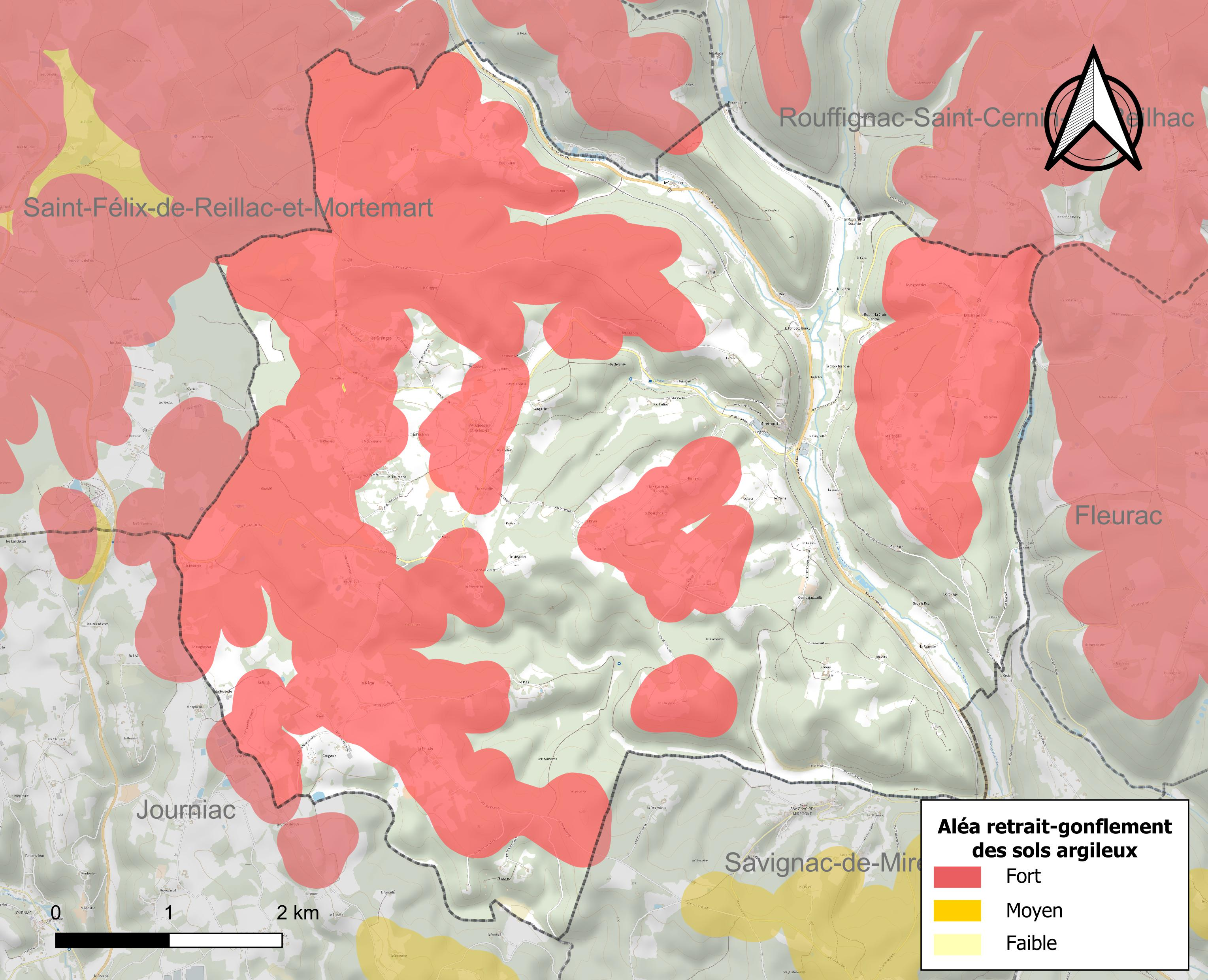
Carte des zones d'aléa retrait-gonflement des sols argileux de Mauzens-et-Miremont.

Les mouvements de terrains susceptibles de se produire sur la commune sont des affaissements et effondrements liés aux cavités souterraines (hors mines) et des tassements différentiels. Afin de mieux appréhender le risque d’affaissement de terrain, un inventaire national permet de localiser les éventuelles cavités souterraines sur la commune. Le retrait-gonflement des sols argileux est susceptible d'engendrer des dommages importants aux bâtiments en cas d’alternance de périodes de sécheresse et de pluie. 51,2 % de la superficie communale est en aléa moyen ou fort (58,6 % au niveau départemental et 48,5 % au niveau national métropolitain). Depuis le 1er octobre 2020, en application de la loi ÉLAN, différentes contraintes s'imposent aux vendeurs, maîtres d'ouvrages ou constructeurs de biens situés dans une zone classée en aléa moyen ou fort,.
La commune a été reconnue en état de catastrophe naturelle au titre des dommages causés par les inondations et coulées de boue survenues en 1982, 1996, 1999 et 2008, par la sécheresse en 1989, 1992 et 1997 et par des mouvements de terrain en 1999 et 2013.

## Toponymie
En occitan, la commune porte le nom de Mausens e Miramont.

## Histoire
Sur la carte de Cassini représentant la France entre 1756 et 1789, Mauzens est identifié sous le nom de Mauzen. On trouve également Manzens en 1793.
Dans les premières années de la Révolution, les trois communes de Mauzens, Miremont et La Chapelle-Saint-Reynal fusionnent sous le nom de Mauzens-et-Miremont.

## Politique et administration

### Administration municipale
La population de la commune étant comprise entre 100 et 499 habitants au recensement de 2017, onze conseillers municipaux ont été élus en 2020,.

### Liste des maires
| Période                                  | Période   | Identité           | Étiquette | Qualité                                                                          |
| ---------------------------------------- | --------- | ------------------ | --------- | -------------------------------------------------------------------------------- |
| Les données manquantes sont à compléter. |           |                    |           |                                                                                  |
|                                          |           |                    |           |                                                                                  |
| 1932                                     | 1988      | Michel Diéras      | Rad.      | Agriculteur Conseiller général du canton du Bugue (1945-1962) Député (1958-1962) |
| mars 1989                                | mars 2001 | Jean-Jacques Leglu |           | Enseignant puis psychologue, retraité                                            |
| mars 2001                                | mars 2014 | François Castang   | SE        | Artisan retraité                                                                 |
| mars 2014                                | mai 2020  | Yves-Marie Tanguy  |           |                                                                                  |
| mai 2020                                 | En cours  | Philippe Cheyrou   |           |                                                                                  |

## Équipements et services publics

### Justice
Dans le domaine judiciaire, Mauzens-et-Miremont relève : 
- du tribunal de proximité de Sarlat-la-Canéda ;
- du tribunal judiciaire, du tribunal pour enfants, du conseil de prud'hommes et du tribunal de commerce de Bergerac ;
- du pôle Nationalité du tribunal judiciaire de Périgueux (compétent uniquement dans le domaine de la nationalité) ;
- de la cour d'appel et de la  cour administrative d'appel de Bordeaux.

## Population et société

### Démographie
L'évolution du nombre d'habitants est connue à travers les recensements de la population effectués dans la commune depuis 1793. Pour les communes de moins de 10 000 habitants, une enquête de recensement portant sur toute la population est réalisée tous les cinq ans, les populations de référence des années intermédiaires étant quant à elles estimées par interpolation ou extrapolation. Pour la commune, le premier recensement exhaustif entrant dans le cadre du nouveau dispositif a été réalisé en 2005.

En 2022, la commune comptait 290 habitants, en évolution de −3,01 % par rapport à 2016 (Dordogne : +0,37 %, France hors Mayotte : +2,11 %).
| 1793 | 1800 | 1806 | 1821 | 1831  | 1836  | 1841  | 1846  | 1851  |
| ---- | ---- | ---- | ---- | ----- | ----- | ----- | ----- | ----- |
| 903  | 960  | 928  | 994  | 1 157 | 1 110 | 1 087 | 1 109 | 1 117 |

| 1856  | 1861  | 1866  | 1872  | 1876  | 1881  | 1886  | 1891 | 1896 |
| ----- | ----- | ----- | ----- | ----- | ----- | ----- | ---- | ---- |
| 1 129 | 1 074 | 1 130 | 1 155 | 1 036 | 1 047 | 1 010 | 904  | 831  |

| 1901 | 1906 | 1911 | 1921 | 1926 | 1931 | 1936 | 1946 | 1954 |
| ---- | ---- | ---- | ---- | ---- | ---- | ---- | ---- | ---- |
| 726  | 698  | 680  | 586  | 561  | 546  | 531  | 476  | 415  |

| 1962 | 1968 | 1975 | 1982 | 1990 | 1999 | 2005 | 2006 | 2010 |
| ---- | ---- | ---- | ---- | ---- | ---- | ---- | ---- | ---- |
| 394  | 377  | 294  | 330  | 302  | 338  | 328  | 327  | 322  |

| 2015 | 2020 | 2022 | - | - | - | - | - | - |
| ---- | ---- | ---- | - | - | - | - | - | - |
| 299  | 284  | 290  | - | - | - | - | - | - |

## Économie

### Emploi
En 2015, parmi la population communale comprise entre 15 et 64 ans, les actifs représentent 133 personnes, soit 44,5 % de la population municipale. Le nombre de chômeurs (dix-sept) a diminué par rapport à 2010 (vingt) et le taux de chômage de cette population active s'établit à 12,8 %.

### Établissements
Au 31 décembre 2015, la commune compte quarante-cinq établissements, dont vingt-trois au niveau des commerces, transports ou services, sept dans la construction, sept dans l'industrie, cinq dans l'agriculture, la sylviculture ou la pêche, et trois relatifs au secteur administratif, à l'enseignement, à la santé ou à l'action sociale.

### Sylviculture
La forêt domaniale Barade est en partie située sur le territoire de la commune de Mauzens-et-Mirement.

## Culture locale et patrimoine

### Lieux et monuments
- Château de Miremont (en ruines), donjon du XIIe siècle, XIVe siècle, inscrit aux monuments historiques depuis 1971, propriété privée. En cours de restauration.
- Gentilhommière de Château-Madame, en dessous des ruines du château de Miremont.
- Église Saint-Martin de Mauzens, fin XIIe siècle, avec clocher-mur fortifié[51].
- Gisement préhistorique de la Faurelie, classé monument historique depuis 1930, propriété privée.
- Polissoir néolithique classé monument historique depuis 1968, propriété privée.
- Viaduc de Miremont.
- Viaduc de Souffron, partagé avec la commune de Savignac-de-Miremont.

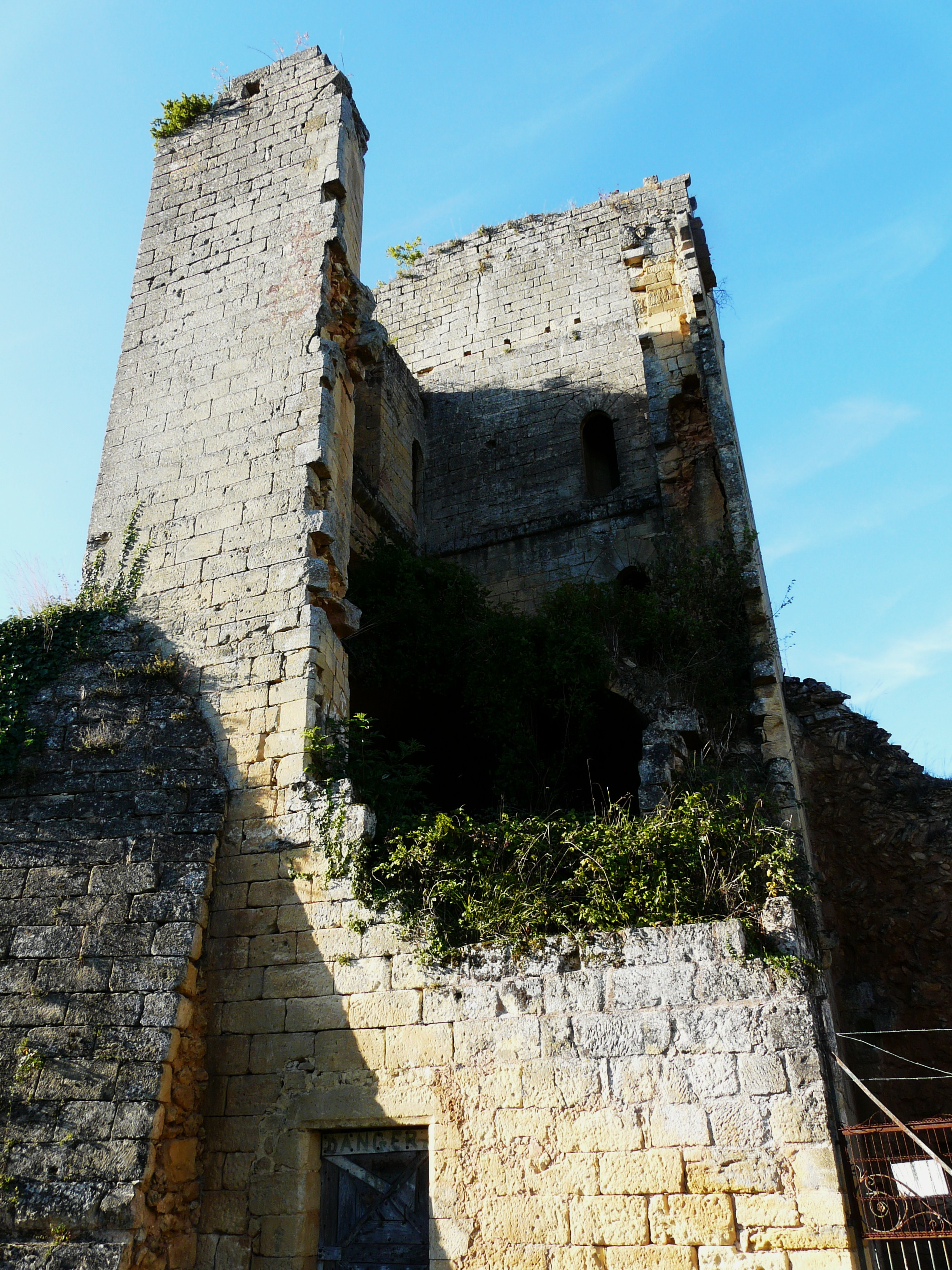
Les ruines du  château de Miremont.
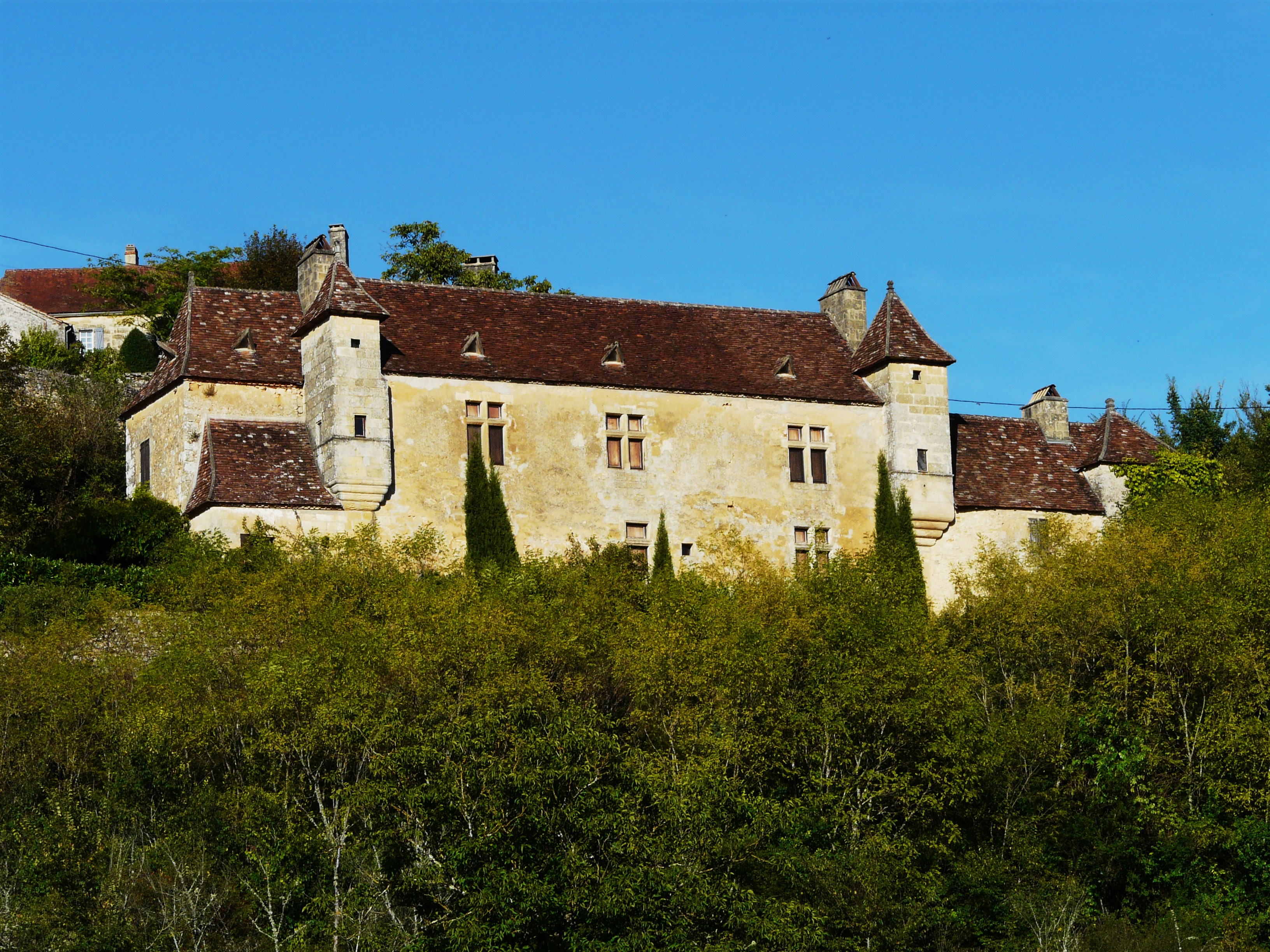
La gentilhommière de Château-Madame.
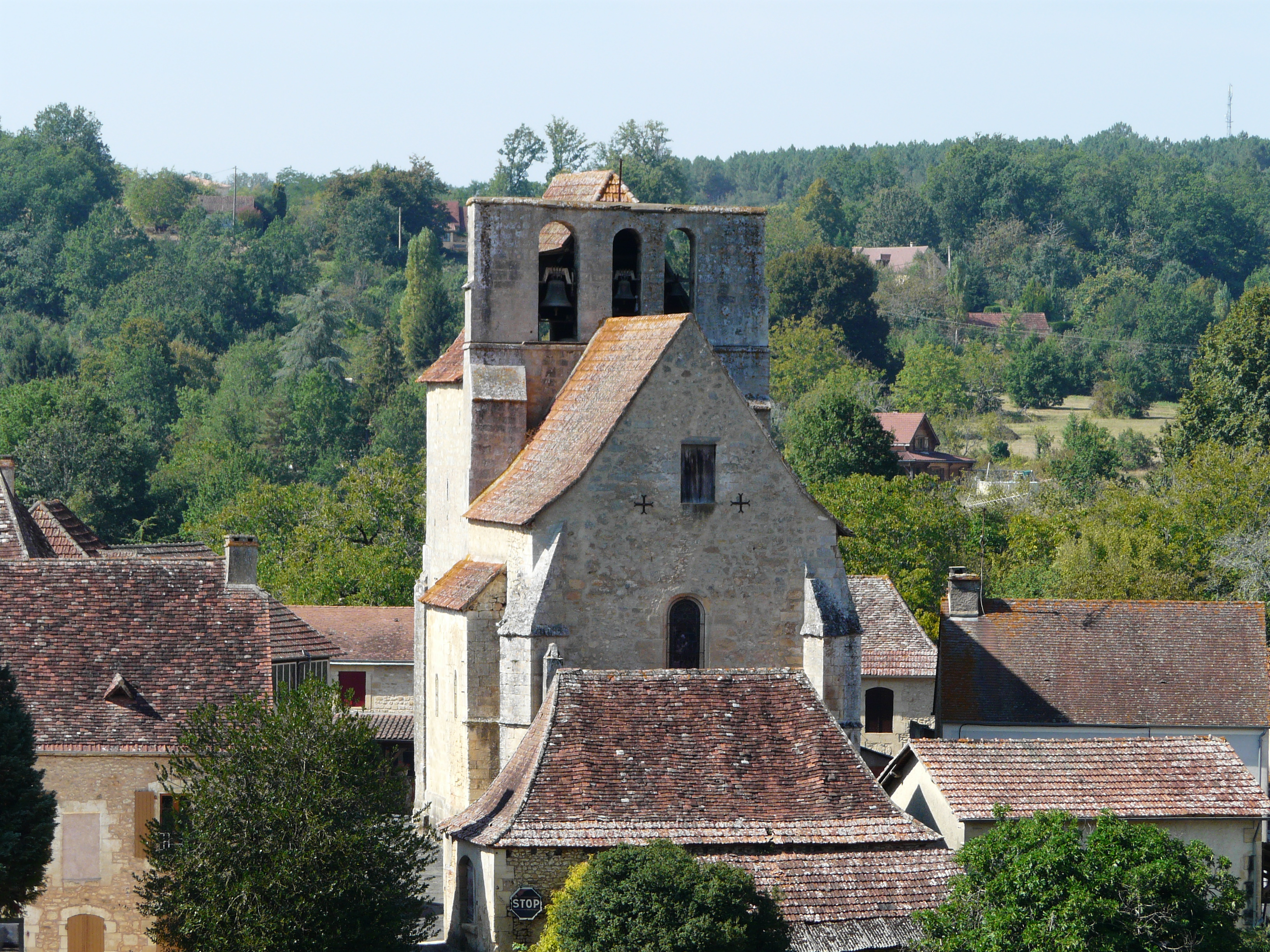
L'église Saint-Martin de Mauzens.
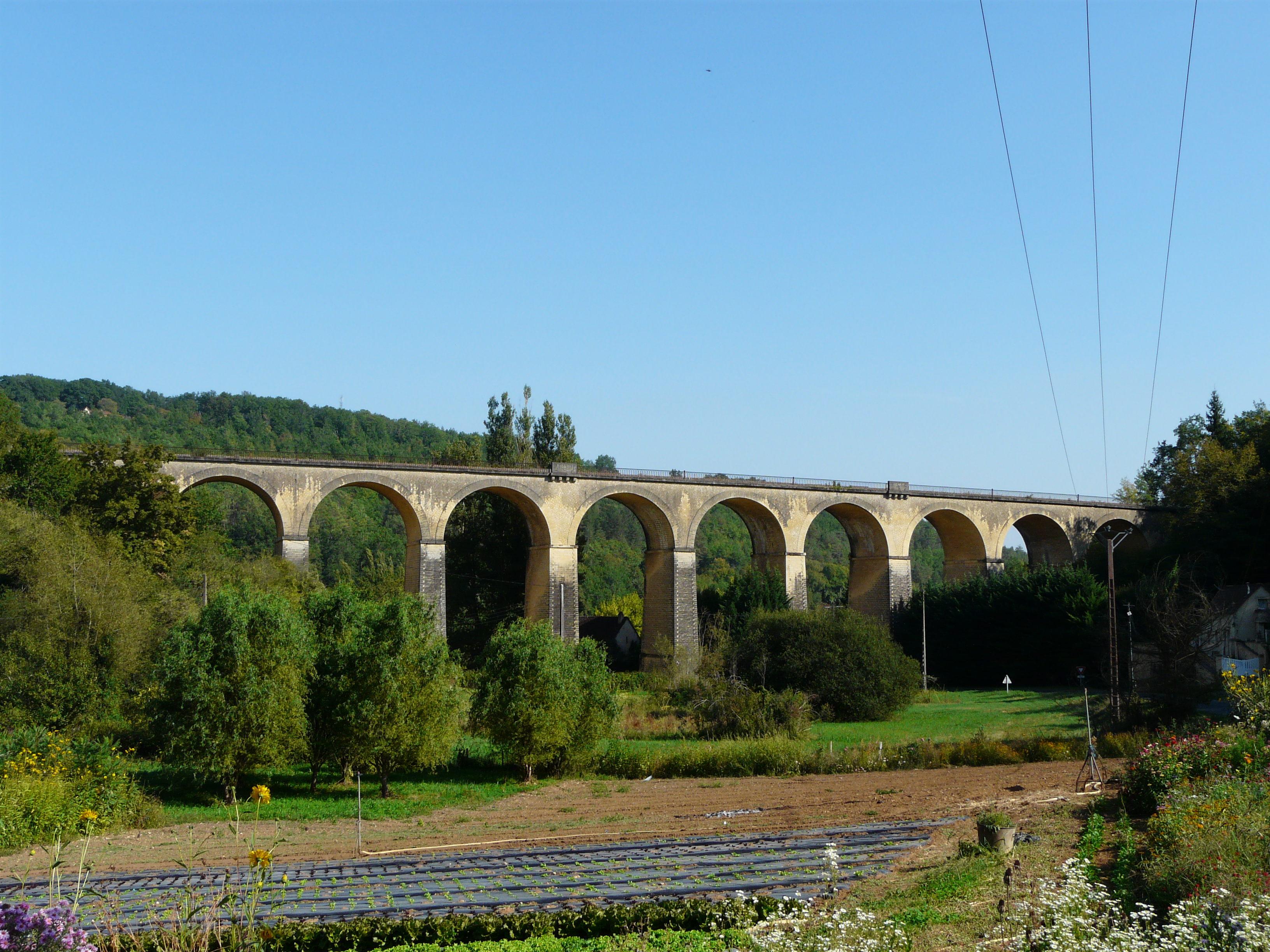
Le viaduc de Miremont.
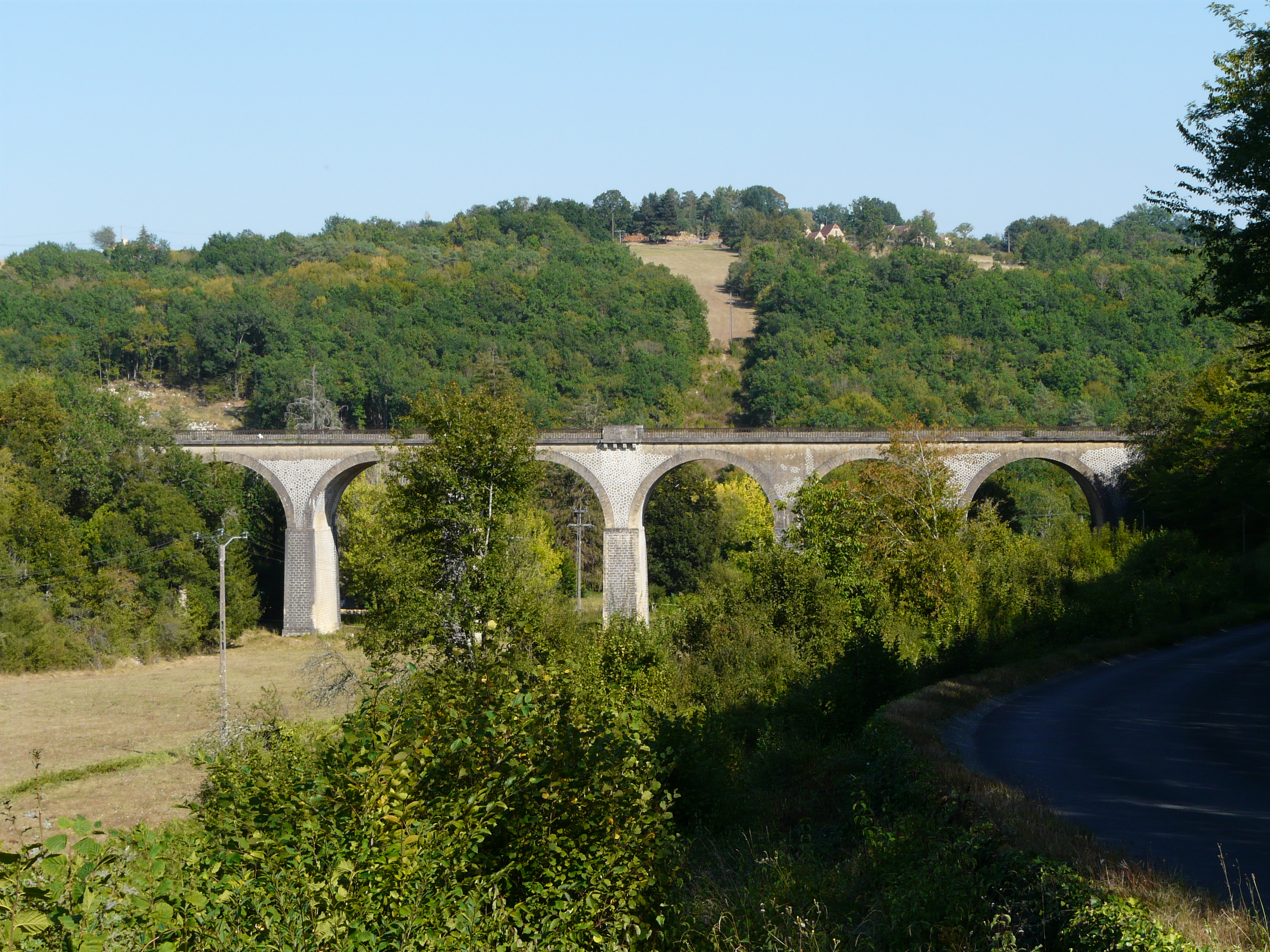
Le viaduc de Souffron.

### Personnalités liées à la commune
Michel et Geneviève Dieras : Justes parmi les nations
Date de nomination: 2005 - Dossier 10491
Sauvetage : Mauzens et Miremont, Dordogne
Abram et Salka Hershkorn sont nés en Pologne et se sont connus en Alsace en 1927. De cette union sont nés Armand et Hélène.
La famille vivait à Strasbourg où le père exerçait la profession de tailleur.
En 1939, la ville est évacuée à Périgueux. La famille Hershkorn est logée chez la famille Cessac jusqu'en novembre 1942.
En avril 1943, après la première grande rafle de Juifs à Périgueux, la famille Cessac dirige ses protégés vers leur fille et leur gendre, Geneviève et Michel Dieras, maire de 
La Chapelle. La famille Dieras accueillera cette famille en détresse dans leur propriété durant 15 jours ainsi qu'à chaque fois qu'un danger se présentera.
Les familles Cessac et Dieras connaissaient les risques encourus pour elles-mêmes, mais l'esprit de fraternité a pris le pas sur le danger.
En 2005, Yad Vashem a décerné à Michel et Geneviève Dieras, qui ont agi pour sauver des juifs, le titre de Justes parmi les nations.
- Michel Diéras (1904-1998), né Mauzens-et-Miremont, est un homme politique français.
- Famille de Larmandie.

### Héraldique
| Blason de Mauzens-et-Miremont | Blason  | Écartelé en sautoir : au 1er de sinople au clocher peigne d'argent, maçonné de sable à trois ouvertures coupées du champ et de sable à trois cloches d'argent chargeant le sable, au 2e de gueules à la croix cléchée, vidée et pommetée de douze pièces d'or, au 3e de gueules au lion couronné d'or, au 4e de sinople à la tour d'argent ouverte et maçonnée de sable. |
| Blason de Mauzens-et-Miremont | Détails | Le statut officiel du blason reste à déterminer. |

## Pour approfondir